# Gaio Aufidio Marcello
Gaio Aufidio Marcello (in latino: Gaius Aufidius Marcellus o Gaius Alfidius Marcellus; fl. 205-226) fu un senatore e politico dell'Impero romano.
La sua origine è sconosciuta: potrebbe essere legato al senatore Aufidio Coresnio Marcello, che era originario di Sagalasso in Pamfilia.
Marcello fu console suffetto nel 205; tenne il proconsolato d'Asia tra il 219 e il 222; nel 226 fu console ordinario.
Il secondo consolato di Marcello rientra in un processo avvenuto sotto Alessandro Severo, in cui sei consoli dell'epoca di Settimio Severo vennero rieletti consoli: Mario Massimo nel 223, Giuliano nel 224, Manilio Fusco nel 225, Marcello nel 226, Aiacio Modesto nel 228 e Cassio Dione Cocceiano nel 229. Probabilmente si trattò di una serie di nomine volte a rafforzare l'autorità del Senato romano nell'amministrazione pubblica, dopo il periodo di centralizzazione severiano; è probabile che l'autore di questa svolta politica fosse Giulia Mamea, vera detentrice del potere.